# 異損
異損（いそん）とは、古代日本において、水害・旱害・虫害・霜害などの自然災害による損田が一定の率を越えた場合に生じる国家的な収得の損失。不三得七法で例損とされた損田三分以内の率を越えた場合、国司が太政官に報告し、実検・認定を経たのちに天皇に奏上されたものである。

## 概要
「異損」の語は奈良時代には見受けられないものだが、不三得七法で、損田の3分の1以内が「定損」、あるいは「例損」として呼ばれるようになってから、この対義語として、三分を越えた場合を「異損」と呼ぶようになった。異損となった場合は、国司はあらかじめ朝廷に言上した後で、10月30日以前に損田目録帳（坪付帳）を作成し、不堪佃田奏と同じく太政官の議定を経て奏上された。その勘定には、古くは覆損使が派遣されていたが、後世には仗議（陣定）で決定されている。